# 辛內斯鎮區 (明尼蘇達州史蒂文斯縣)
辛內斯鎮區（英語：Synnes Township）是位於美國明尼蘇達州史蒂文斯縣的一個行政鎮區。

## 地方資料
辛內斯鎮區的面積為92.91平方千米，當中陸地面積為92.25平方千米，而水域面積為0.66平方千米。根據2020年美國人口普查的數據，當地共有人口136人，而人口密度為每平方千米1.46人。